# San Giovanni Rotondo
San Giovanni Rotondo je grad u talijanskoj pokrajini Foggia u regiji Apulija od 26 822 stanovnika.

## Zemljopisne karakteristike
Središte grada leži na 566 metara nadmorske visine, na središnjoj visoravni južnog Gargana.
San Giovanni Rotondo udaljen je oko 46 km sjeveroistočno od provincijskog središta Foggie. To je grad visoko razvijenog hodočasničkog turizma, osobito povezanog s sv. Piom iz Pietrelcine, mjesnog kapucina osnivača bolnice u gradu, koja je izrasla u veliki bolnički kompleks. Grad godišnje posjeti preko milijun ljudi, što zbog svetišta u samom gradu što zbog bolnice, ali i zbog proputovanja u drugo obližnje svetište Monte Sant'Angelo.

## Povijest
Grad San Giovanni Rotondo osnovan je 1095. na ruševinama nekadašnjeg antičkog naselja iz 4. stoljeća pr. Kr. Od kasnog srednjeg vijeka imao je važan položaj gospodarstvu Apulije.

## Znamenitosti
Najveća znamenitost grada je kružna (rotonda) crkvica San Giovanni, izgrađena na mjestu antičkog hrama, po kojoj je mjesto i dobilo ime.Uz to značajna je i crkva San Onofrio iz 14. stoljeća i kapucinski samostan Santa Maria delle Grazie sagrađen tijekom 16. – 17. st. Najveća crkva u gradu je posvećena svecu sv. Piju iz Pietrelcine ona je izgrađena 2004. po projektu arhitekta Renza Piana, po svom volumenu je druga u Italiji, nakon Milanske katedrale.

## Gospodarstvo
Sve do prve polovine 20. stoljeća, gospodarstvo grada temelji se uglavnom na ovčarstvu i poljoprivredi. Ali otkako je sv. Pio osnovao bolnicu Casa Sollievo della Sofferenza, ekonomija se počela vrtiti oko nje, a nakon njegove smrti i prema hodočasnicima koji su počeli dolaziti u grad u kojem je on proveo čitav život.

## Gradovi prijatelji
- Pietrelcina,  Italija
- Wadowice,  Poljska
- Marktl am Inn,  Njemačka

## Vanjske poveznice
- Službene stranice grada (tal.)
- San Giovanni Rotondo na portalu Treccani